# Kości runiczne z Bergen auf Rügen
Kości runiczne z Bergen auf Rügen – jeden z zabytków runicznych, odnaleziony w Bergen auf Rügen w kraju związkowym Meklemburgia-Pomorze Przednie w Niemczech w latach 70. XX wieku. Kości runiczne zostały odnalezione i po raz pierwszy opisane przez niemieckiego prehistoryka Petera Herferta. Obecnie znajdują się w zbiorach Muzeum w Stralsundzie (Hd 648). Ich pochodzenie datuje się na okres epoki wikingów (725-1100). Są zapisane w futharku starszym.
Inskrypcje runiczne zazwyczaj wykonywane były w kamieniu stąd nazwa Kamienie runiczne. Runy ryto też w rogu, kości, drewnie, korze oraz płatach kory brzozowej i innych podobnych tworzywach. Napisy na tych nośnikach jednak w większości się nie zachowały. Jednym z wyjątków są kości runiczne z Bergen auf Rügen.
Odnalezione kości mają 82 mm długości, a ich ciężar wynosi 22 i 33 g.
Peter Herfert w swojej pracy wskazuje na fakt, że zostały one odnalezione w miejscu zrujnowanym, w którym mogła mieć miejsce bitwa. Nie jest to znalezisko, które mogłoby mieć związek z ówczesną codzienną piśmiennością. Dochodzi on do wniosku, że napis na znalezisku został wykonany nie rysikiem, lecz nożem. Jego zdaniem były one powiązane z ówczesną formą kultu religijnego. Autor napisu jest nieznany. Istnieje powszechne przekonanie, że kości te były używane w obrzędach, mających na celu odczytanie przyszłości lub zapewnienie ochrony. Wierzono, że runy mają magiczną moc, a ich układ na kości mógł wskazywać na nadchodzące wydarzenia, przewidywania losu, czy też modlitwy do bogów.
Zapis na kościach runicznych z Ralswiek składa się mniej więcej z czterech znaków, z czego najlepiej widoczne są dwie początkowe runy: t, u. W ogólnym kontekście znaleziska runy te interpretuje się kolejno „t” jako starogermańskie „tīwaz”, czyli po niemiecku „Gott:, „Gott des Sieges”, zaś po polsku „Bóg”, „Bóg zwycięstwa”, a „u” jako starogermańskie „ū”, czyli po niemiecku „Auerochs”, zaś po polsku „Tur leśny”.